# 리치 (가수)
리치(Rich, 1985년 7월 27일 ~ )는 대한민국의 음악인이다.

## 주요 이력
1998년 남성 댄스그룹 이글 파이브의 구성원으로 데뷔하였으며, 한때 2000년 6월 뮤지컬 배우로 활동했을 당시 이대용이라는 예명을 잠시 사용하였고 이듬해 2001년 솔로 가수로 전향하였다. 현재 가수 활동을 새롭게 시작하면서 앨범 준비중이다. 골프 선수로도 활약하고 있다.

## 대표작

### 음반
- 1집 아이 해브 어 드림(I Have a Dream)
- 2집 드림 온 더 힐(Dream On the Hill)
  - 2.5집 리치 더 메모리얼 베스트 365.2일(Rich The Memorial Best 365.2 Days)
- 3집 드림 헌터(Dream Hunter)
- 4집 미치기 전에 만든 앨범
- 싱글 앨범 사랑은 없다
- 리치 리믹스(Rich Remix)
- 코리아 드라마 앤 무비 오에스티 리메이크 앨범 볼륨 원(Korea Drama＆Movie O.S.T Remake Album Vol.1)

## 주요 출연작

### 공연
- 뮤지컬 《알라딘》(2000년)
- 뮤지컬 《골목길 이야기》(2006년)
- 뮤지컬 《사랑은 비를 타고》(2007년)
- 뮤지컬 《우리 동네》(2008년)

### 텔레비전
- 2002년 ~ 2008년 KBS1 《가족오락관》
- 2015년 JTBC 《투유 프로젝트 - 슈가맨》
- 2016년 MBC 《미스터리 음악쇼 복면가왕》 - 내 마음의 보석상자

## 수상 내역
- 2002년 SBS 서울가요대상 신인상
- 2002년	SBS 가요대전 프로듀서상